# Rudnica (Kłębowiec)
Rudnica – część wsi Kłębowiec w Polsce, położona w województwie zachodniopomorskim, w powiecie wałeckim, w gminie Wałcz, nad rzeką Dobrzycą.
W Rudnicy znajduje się park linowy liczący 10 tras o łącznej długości ponad 1700 m.
W latach 1975–1998 Rudnica administracyjnie należała do województwa pilskiego.